# 陳時夏
陈时夏（1876年—1928年），字季衡，号于庵。浙江鄞县人。中國民主革命家，中華民國政治人物，法学家。

## 生平
他是清朝光绪年间诸生，早年留学日本，入东京法政大学，加入中国同盟会。1909年，他任浙江谘议局副议长。1911年他和陈训正、张进杓、林端辅等成立宁波国民尚武分会。1911年武昌起义后，浙江杭州于11月5日宣告起义，成立浙江都督府，陈时夏任秘书长，后在吕公望和汤寿潜之间短暂（约一星期）代理过浙江督军兼省长。他作为各省都督府代表聯合會浙江代表到南京参与组织临时政府，后曾任北京臨時參議院議員。他还担任过浙江省司法长、政法学校校长，长期担任浙江省参议会副议长。
1923年曹锟贿选，宁波籍议员陈时夏、张申之均拒贿，与其他浙江籍议员褚辅成、沈钧儒、陈黻宸等返回浙江。不久，他南下广州任非常国会参议会议员。后他因积劳成疾而回家乡养病，不久病逝，享年52岁。

## 著作
- (日)中村进午，平时国际公法，金保康、陈时夏 译，上海：民智書局，1911年
- (日)中村进午，平时国际公法，陈时夏 译，上海：商务印书馆，1912年
- (日)中村进午，战时国际公法，陈时夏 译，上海：商务印书馆，1914年
- (日)笕克彦，国法学，陈时夏 译，上海：商务印书馆，1913年
- 陈时夏 编译，商法会社法，天津：丙午社，1907年（根据日本松波仁一郎关于《会社法》的讲述编译）
- (日)松室致，日本刑事诉讼法论，上海：商务印书馆，1913年

## 延伸阅读
[在维基数据编辑]
 《清史稿·卷294》，出自趙爾巽《清史稿》